# Jicky
Jicky è un profumo femminile della Guerlain creato nel 1889. Fu creato da Aimé Guerlain che diede al profumo il nomignolo di suo nipote Jacques, che diventerà in seguito suo apprendista in laboratorio.
Considerato un "classico" della profumeria moderna, oltre che uno dei più antichi profumi esistenti sul mercato, Jicky è un profumo della famiglia olfattiva Fougerè, classificato "C1f", che si contraddistingue per l'apertura a base di note di lavanda, limone, mandarino, bergamotto e rosmarino, a cui seguono note di gelsomino, patchouli, rosa, iris e vetiver. Il bouquet olfattivo si chiude con note di fondo di vaniglia, muschio, zibetto, ambra e fava tonka. Sul saggio Perfumes: The A-Z Guide, Luca Turin ha descritto Jicky come la "meraviglia della semplicità".
Jicky fu rilanciato sul mercato svariate volte. Il primo rilancio fu nel 1908 nella nuova bottiglia "Bouchon Quadrilobe", disegnata da Gabriel Guerlain, fratello di Aimé e padre di Jacques, ed ispirata alle vecchie bottigliette di medicinali. La bottiglia fu inizialmente creata per Rue da la Paix e prodotto da Baccarat. Nel 1947 il design della bottiglia fu nuovamente modificato da Cristalleries de Baccarat.
Il profumo fa parte dell'esposizione del Museo del Profumo di Barcellona